# Tomislav Šokota
Tomislav ("Tomo") Šokota (Zagreb, 8 april 1977) is een Kroatische gewezen voetballer.

## Carrière
In z'n jeugd speelde Tomislav Šokota voor NK Samobor. Zijn debuut op het hoogste niveau maakte spits in 1997 voor het Kroatische NK Dinamo Zagreb. Hij werd er ploegmaat van o.a. Josip Simic en Mark Viduka. Šokota speelde met Dinamo Zagreb meermaals kampioen. In 2001 stapte de toen 24-jarige spits over naar het Portugese SL Benfica. Daar werd hij een ploegmaat van enkele bekende namen zoals onder meer Edgaras Jankauskas, Simão, Maniche en João Pinto. Šokota speelde uiteindelijk vier seizoenen voor Benfica. Hij verscheen 76 keer op het veld en was goed voor 28 doelpunten. In 2003 werd hij voor het eerst opgeroepen voor de nationale ploeg.
In 2005 verhuisde Šokota naar de rivaal van Benfica: FC Porto. Šokota kwam daar amper aan spelen toe en keerde in maart 2007 terug naar Dinamo Zagreb. In de zomer van 2009 ruilde hij Dinamo Zagreb in voor Sporting Lokeren.

## Statistieken

### Clubstatistieken
| seizoen                        | club               | land     | competitie                 | wed | goals |
| ------------------------------ | ------------------ | -------- | -------------------------- | --- | ----- |
| 1997/98                        | Dinamo Zagreb      | Kroatië  | 1. Hrvatska Nogometna Liga | 12  | 4     |
| 1998/99                        | Dinamo Zagreb      | Kroatië  | 1. Hrvatska Nogometna Liga | 21  | 4     |
| 1999/00                        | Dinamo Zagreb      | Kroatië  | 1. Hrvatska Nogometna Liga | 30  | 21    |
| 2000/01                        | Dinamo Zagreb      | Kroatië  | 1. Hrvatska Nogometna Liga | 29  | 20    |
| 2001/02                        | SL Benfica         | Portugal | SuperLiga                  | 6   | 2     |
| 2002/03                        | SL Benfica         | Portugal | SuperLiga                  | 14  | 4     |
| 2003/04                        | SL Benfica         | Portugal | SuperLiga                  | 29  | 11    |
| 2004/05                        | SL Benfica         | Portugal | SuperLiga                  | 11  | 4     |
| 2005/06                        | FC Porto           | Portugal | SuperLiga                  | 2   | 0     |
| 2006/07                        | FC Porto           | Portugal | SuperLiga                  | 1   | 0     |
| 2007/08                        | Dinamo Zagreb      | Kroatië  | 1. Hrvatska Nogometna Liga | 14  | 5     |
| 2008/09                        | Dinamo Zagreb      | Kroatië  | 1. Hrvatska Nogometna Liga | 6   | 1     |
| 2009/10                        | Sporting Lokeren   | België   | Jupiler League             | 22  | 4     |
| 2009/10                        | Sporting Lokeren   | België   | Play-Off II A              | 4   | 2     |
| 2010/11                        | Olimpija Ljubljana | Slovenië | 1. SNL                     | 7   | 1     |
| Totaal                         | Totaal             | Totaal   | Totaal                     | 208 | 83    |
| Laatst bijgewerkt op 19-02-'11 |                    |          |                            |     |       |

### Internationale wedstrijden
| #                                    | Datum      | Wedstrijd             | Uitslag | Soort Wedstrijd      | Goals |
| ------------------------------------ | ---------- | --------------------- | ------- | -------------------- | ----- |
| 1.                                   | 19-11-2003 | Kroatië - Slovenië    | 1-0     | EK Play-offs 2004    | 0     |
| 2.                                   | 31-03-2004 | Kroatië - Turkije     | 2-2     | Vriendschappelijk    | 1     |
| 3.                                   | 28-04-2004 | Macedonië - Kroatië   | 0-1     | Vriendschappelijk    | 0     |
| 4.                                   | 29-05-2004 | Slowakije - Kroatië   | 1-0     | Vriendschappelijk    | 0     |
| 5.                                   | 05-06-2004 | Kroatië - Denemarken  | 2-1     | Vriendschappelijk    | 1     |
| 6.                                   | 16-06-2004 | Kroatië - Zwitserland | 0-0     | EK Kwalificatie 2004 | 0     |
| 7.                                   | 17-06-2004 | Frankrijk - Kroatië   | 2-2     | EK Kwalificatie 2004 | 0     |
| 8.                                   | 21-06-2004 | Frankrijk - Kroatië   | 4-2     | EK Kwalificatie 2004 | 0     |
| Totaal                               | Totaal     | Totaal                | Totaal  | Totaal               | 2     |
| Laatst bijgewerkt op 09-08-'11 15:53 |            |                       |         |                      |       |